# Magia divina (Dungeons & Dragons)
Nel gioco di ruolo fantasy Dungeons & Dragons esistono numerose forme di magia, fra cui la magia divina, la cui capacità di manipolazione è dono di una sorgente divina o la strenua fede in un'importante causa. Chi utilizza la magia divina viene chiamato genericamente "incantatore divino".
La magia divina, nota in alcune ambientazioni come "il Potere", è principalmente indirizzata alla guarigione e alla protezione. La magia arcana, invece, è indirizzata alla destabilizzazione e alla distruzione; gli incantesimi arcani sono utili soprattutto durante la battaglia, quelli divini soprattutto dopo.
Fra le classi base del Manuale del Giocatore, quelle che sono in grado di manipolare la magia divina sono:
- Chierico
- Druido
- Paladino
- Ranger[1]

Per chierici e paladini la sorgente divina è solitamente una divinità (la cosiddetta "divinità patrona"), mentre per druidi e ranger è la natura – intesa come ambiente circostante – ma spesso anche una divinità legata alla natura, che per l'incantatore rappresenta parte della natura o la natura stessa. Il dono di lanciare incantesimi divini viene concesso dalla sorgente divina solo se l'incantatore rimane fedele ai suoi ideali o se rispetta un dogma, senza eccezioni. Nel caso la sua fedeltà venisse meno, la punizione divina può variare dalla limitazione nell'uso della magia fino alla perdita dello status permanentemente. L'incantatore divino può comunque perseguire scopi personali, a meno che essi non vadano contro il volere della sorgente divina.
Alcune classi di prestigio che utilizzano la magia divina sono:
- Guardia nera

## Incantesimi divini
Gli incantesimi divini di livello 0 sono chiamati "orazioni" per la loro semplicità sia d'effetto che di esecuzione.
Ogni incantesimo divino è caratterizzato da una o più componenti. 
- Componente somatica (S): una complicata sequenza di gesti.
- Componente verbale (V): una complicata sequenza di linguaggio mistico (preghiera).
- Componente materiale (M): un oggetto o una sostanza che viene consumata completamente durante il lancio dell'incantesimo.
- Componente focus (F): un oggetto o una sostanza che non viene consumata durante il lancio dell'incantesimo.
- Componente focus divina (FD): un oggetto sacro (per il Chierico e il Paladino è il simbolo sacro, per il Druido e il Ranger è, usualmente, un ramoscello di vischio o di agrifoglio).
- Costo in punti esperienza (PE): una quantità di punti esperienza da perdere irrimediabilmente.

Al contrario della magia arcana, le armature non interferiscono con la fase di lancio di incantesimi divini con componente somatica.
La regola che prevede, per ogni incantesimo, la presenza di più componenti affinché possa essere lanciato è stata introdotta in AD&D Prima Edizione con tre componenti (Verbale, Somatica, Materiale); in AD&D Seconda Edizione è una regola opzionale. In D&D Terza Edizione la componente materiale viene ulteriormente suddivisa (Materiale, Focus, Focus divina), e viene aggiunto il costo in punti esperienza (PE), per un totale di sei componenti, anche se, per ogni incantesimo, il massimo delle componenti è usualmente tre e la componente PE è applicata solo a incantesimi di alto livello. In Original D&D e D&D Base tutti gli incantesimi hanno solamente la componente verbale e somatica da condurre contemporaneamente.

### Lancio di un incantesimo divino
Quello illustrato di seguito è il procedimento necessario affinché un incantatore divino possa lanciare un incantesimo, riferito a D&D Terza Edizione. Nelle precedenti edizioni il processo era simile nelle fasi salienti ma in generale meno complesso e meno dettagliato.
Per gli incantatori divini la Saggezza è una caratteristica importante perché, fra l'altro, determina il livello di incantesimo massimo a cui può accedere.
Il lancio di un incantesimo da parte di un incantatore divino è solo il momento finale di un processo che inizia con la meditazione. Durante questa prima fase, l'incantatore, pregando intensamente, chiede alla propria divinità di concedergli l'incantesimo richiesto; se la divinità acconsente, l'incantesimo rimane memorizzato nella mente e lanciato parzialmente; nel momento del bisogno, l'incantatore terminerà il rito religioso e l'incantesimo preparato manifesterà i suoi effetti.
Un Chierico non può lanciare incantesimi di allineamento opposto a quello della divinità patrona.

#### Preparazione
Per poter lanciare un incantesimo l'incantatore deve necessariamente, oltre che procurarsi gli eventuali componenti materiali, preparare in anticipo gli incantesimi scelti fra quelli che conosce; per fare questo deve essere riposato (cioè aver fatto almeno 8 ore di riposo) e deve dedicare un po' di tempo (un'ora o meno) alla meditazione, senza che nulla interrompa la sua concentrazione. Generalmente, il momento in cui meditare dipende dalla divinità adorata (ad esempio, il dio del Sole richiederà di meditare all'alba, mentre la dea delle stelle richiederà di meditare al tramonto). Il numero massimo di incantesimi giornalieri memorizzabili (tutti gli incantesimi lanciati nelle ultime 8 ore contano nel limite giornaliero) dipende dal livello dell'incantatore e dal suo punteggio di Saggezza. Una volta che la fase di preparazione è terminata, l'incantesimo rimane memorizzato e pronto per essere lanciato nella mente dell'incantore finché questi non decide di lanciarlo completando il rituale divino.

#### Fase di lancio
Per completare il lancio di un incantesimo, e quindi provocare gli effetti dello stesso, l'incantatore deve soddisfare tutte le componenti richieste. Per fare questo, l'incantatore deve essere concentrato; se qualcosa rompe la sua concentrazione, l'incantesimo è perduto. Una volta lanciato, l'incantesimo si cancella definitivamente dalla sua mente, poiché vi è un limite massimo agli incantesimi che può lanciare giornalmente. Per poterlo riutilizzare, deve meditare nuovamente.

##### Lancio spontaneo
Un Chierico può, se lo desidera, utilizzare il potere della divinità patrona per lanciare un incantesimo non preparato al posto di uno preparato in precedenza (non di dominio); il lancio spontaneo deve riguardare incantesimi di cura per i chierici buoni e di infliggere per quelli malvagi.
Un Druido può, se lo desidera, utilizzare il potere della sorgente divina per lanciare un incantesimo non preparato al posto di uno preparato in precedenza; il lancio spontaneo deve riguardare incantesimi di evocazione naturale (un druido può effettuare il lancio spontaneo solo a partire da D&D3.5).

##### Imposizione delle mani
Un Paladino, e solo un Paladino, può, se lo desidera, utilizzare il potere della divinità patrona per imporre le mani su una creatura e guarirla dalle ferite subite. Può utilizzare questa capacità anche per infliggere danni ad un non morto con un attacco di contatto.